# Église Notre-Dame de Mamers
Pour les articles homonymes, voir Église Notre-Dame.
L'église Notre-Dame est une église catholique située à Mamers, en France.

## Localisation
L'église est située dans le département français de la Sarthe, dans le centre-ville de Mamers, rue du 115e régiment d'infanterie.

## Historique
L'église actuelle est construite à l'emplacement de la chapelle du prieuré attenant fondé au XIe siècle. La chapelle est détruite au XVe siècle. Une église de plan rectangulaire flanquée d'une tour carrée au sud la remplace.
Lors des guerres de Religion, l'église est partiellement endommagée.
En 1776, le clocher est déplacé au dessus de l'entrée et remanié.
Entre 1828 et 1832, le chœur est remanié et allongé.
En 1862, l'église est flanquée au sud par une sacristie surmontée d'une tribune.
En 1901, le buffet d'orgue actuel est installé, remplaçant l'ancien acheté en 1791 et provenant de l'abbaye de Perseigne. 
Le 7 juin 1904, l'église est inondée lors de la crue de la Dive.

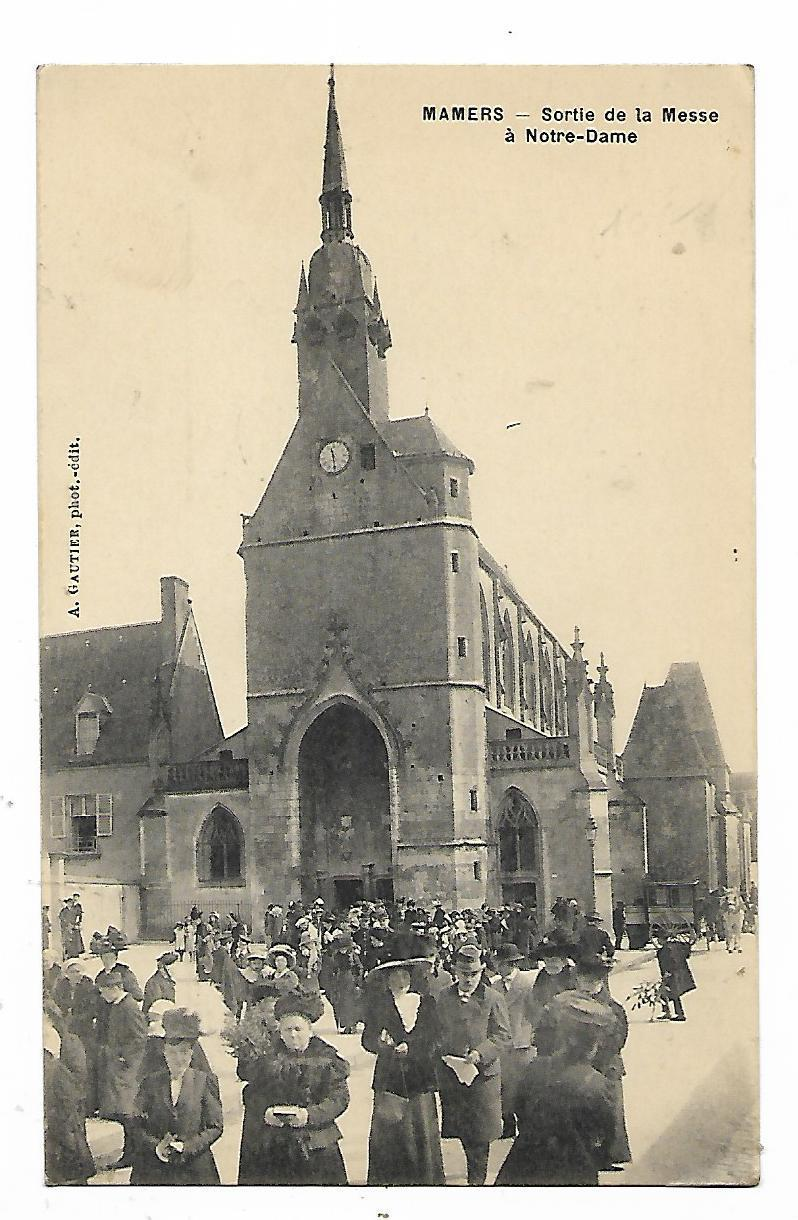
Sortie de la messe à l'église Notre-Dame vers 1906.

## Architecture
L'église est inscrite au titre des monuments historiques par arrêté du 19 janvier 1911.

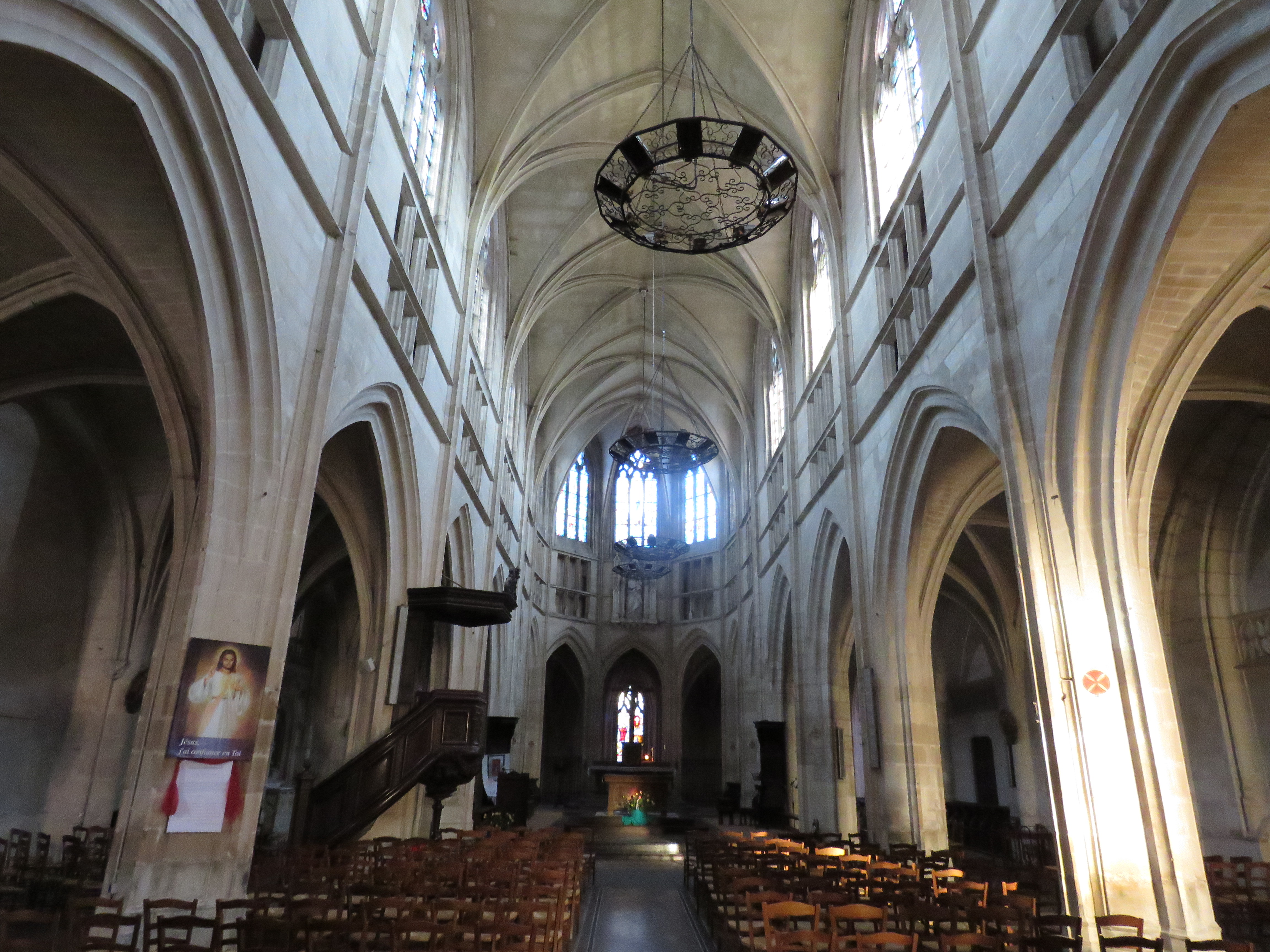
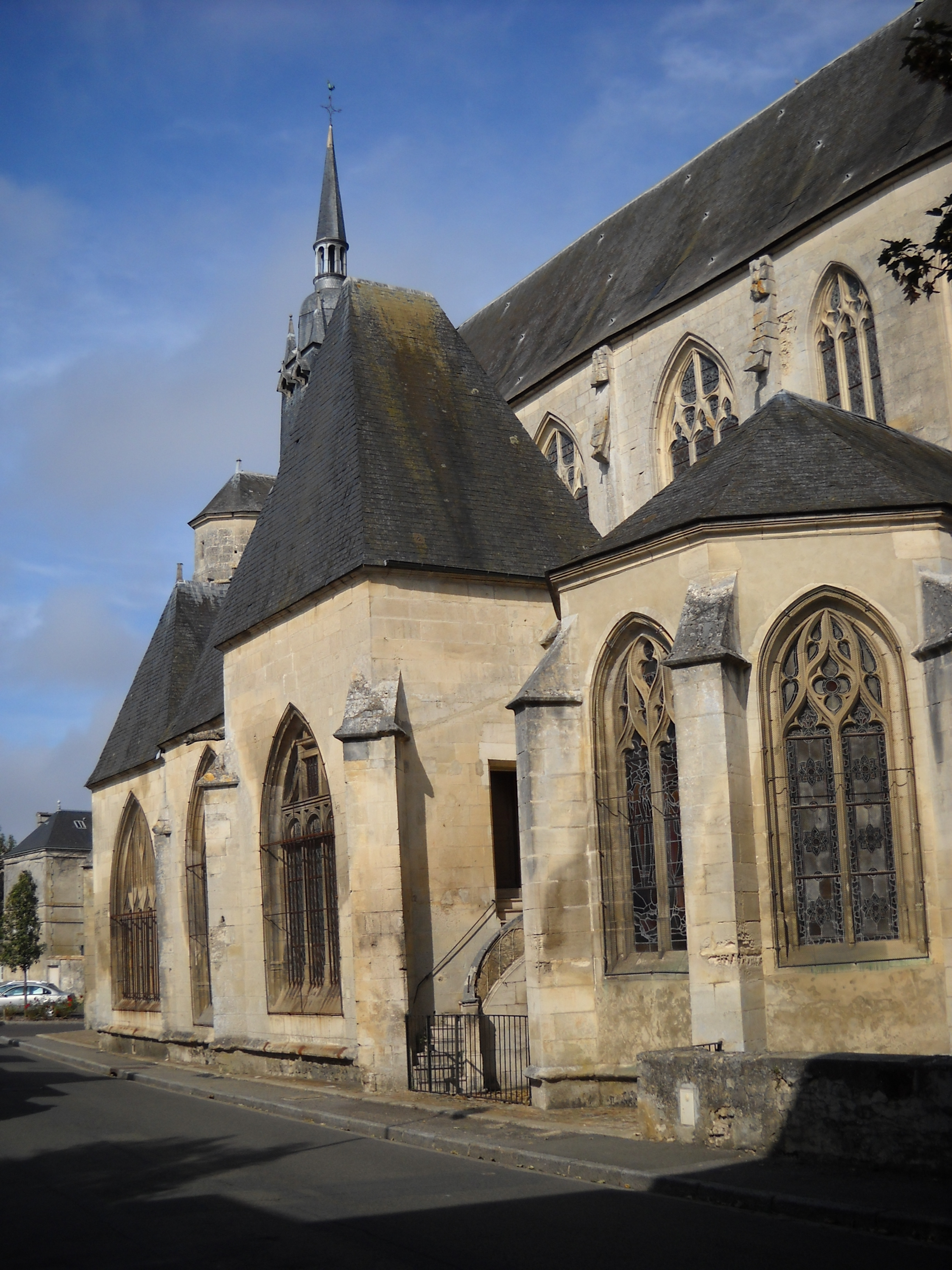
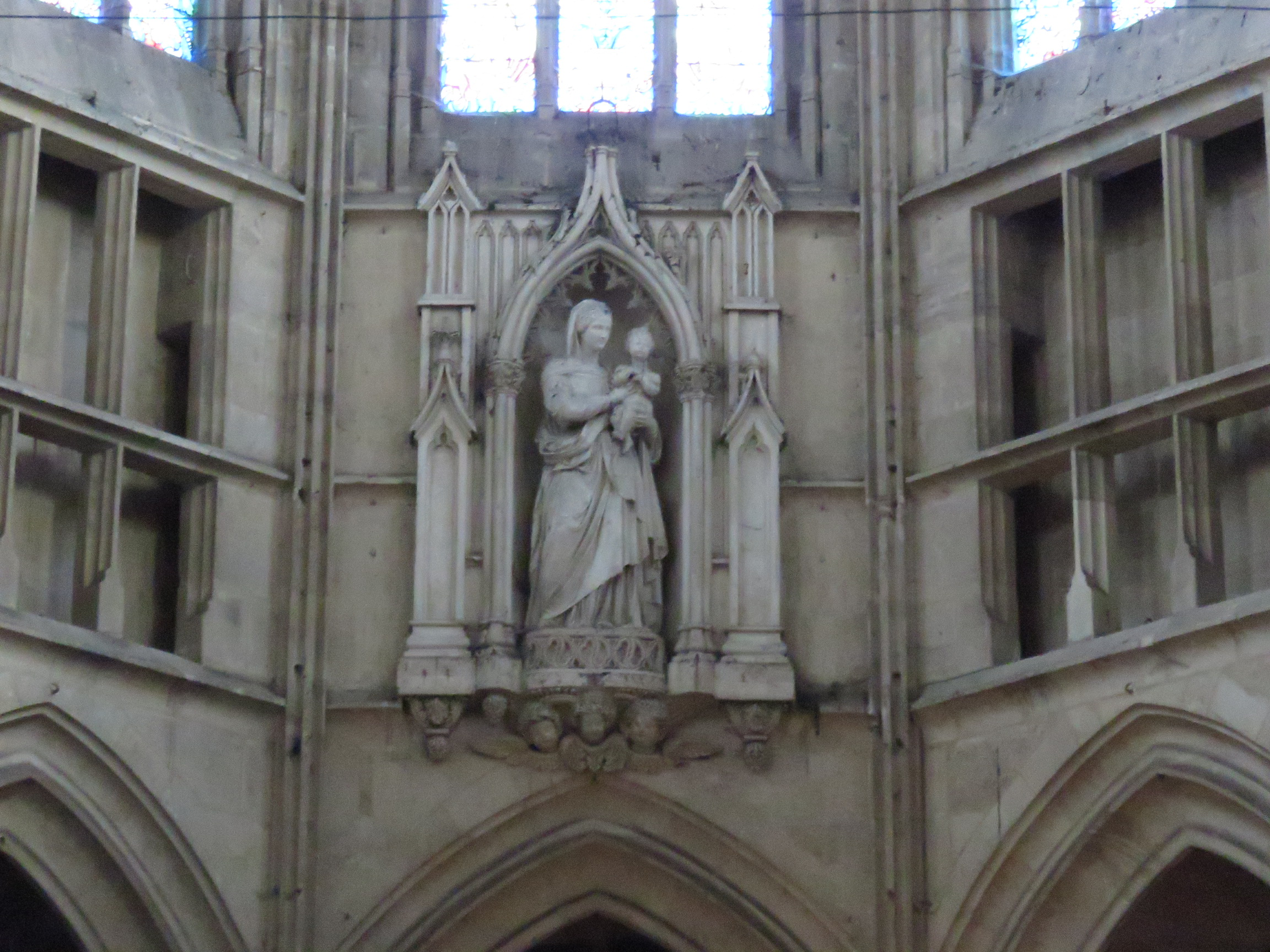
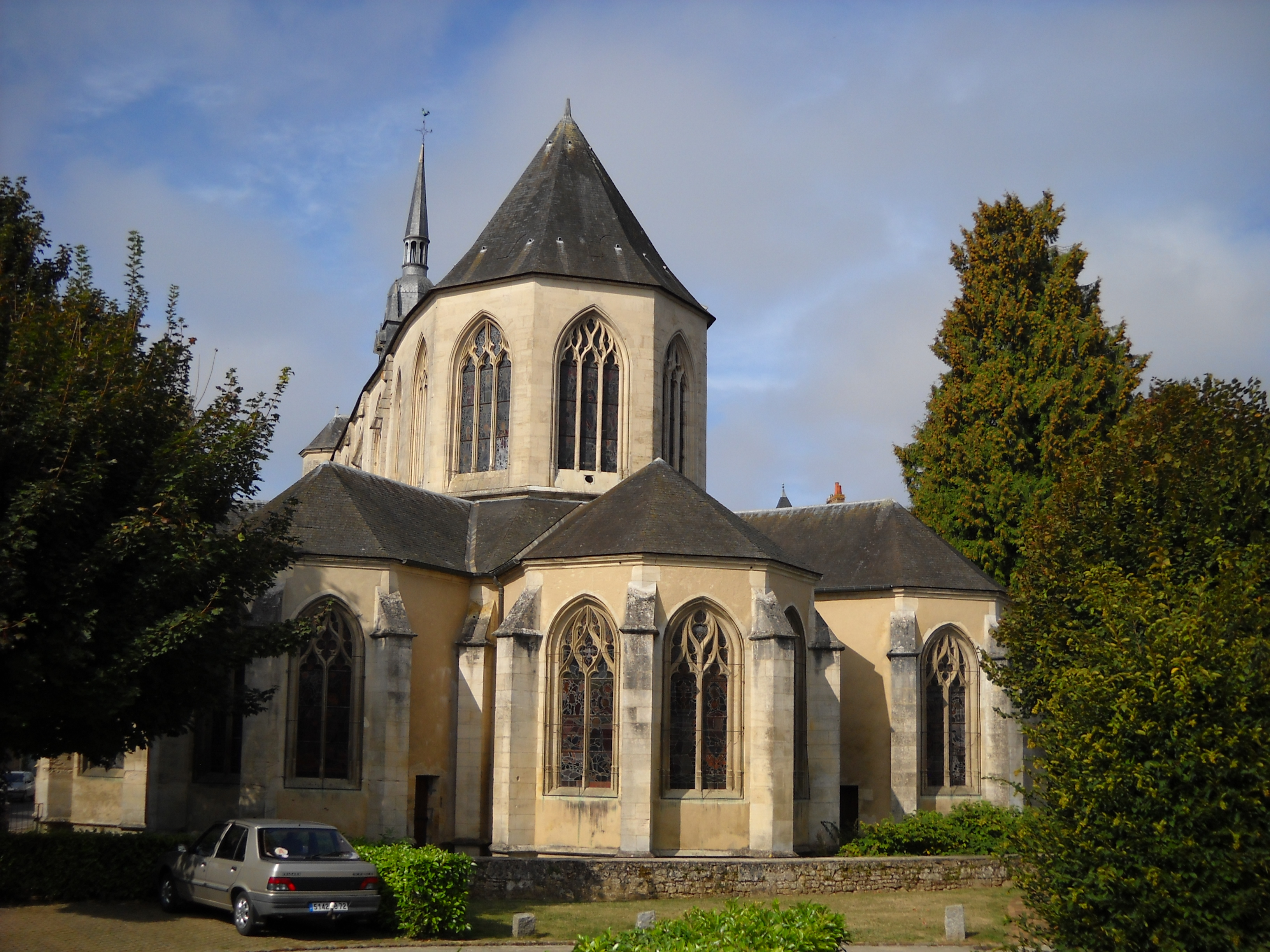

## Mobilier
Une terre cuite du XVIe siècle représentant une vierge en dormition et provenant de l'abbaye de Perseigne est exposée dans la chapelle de la Vierge.

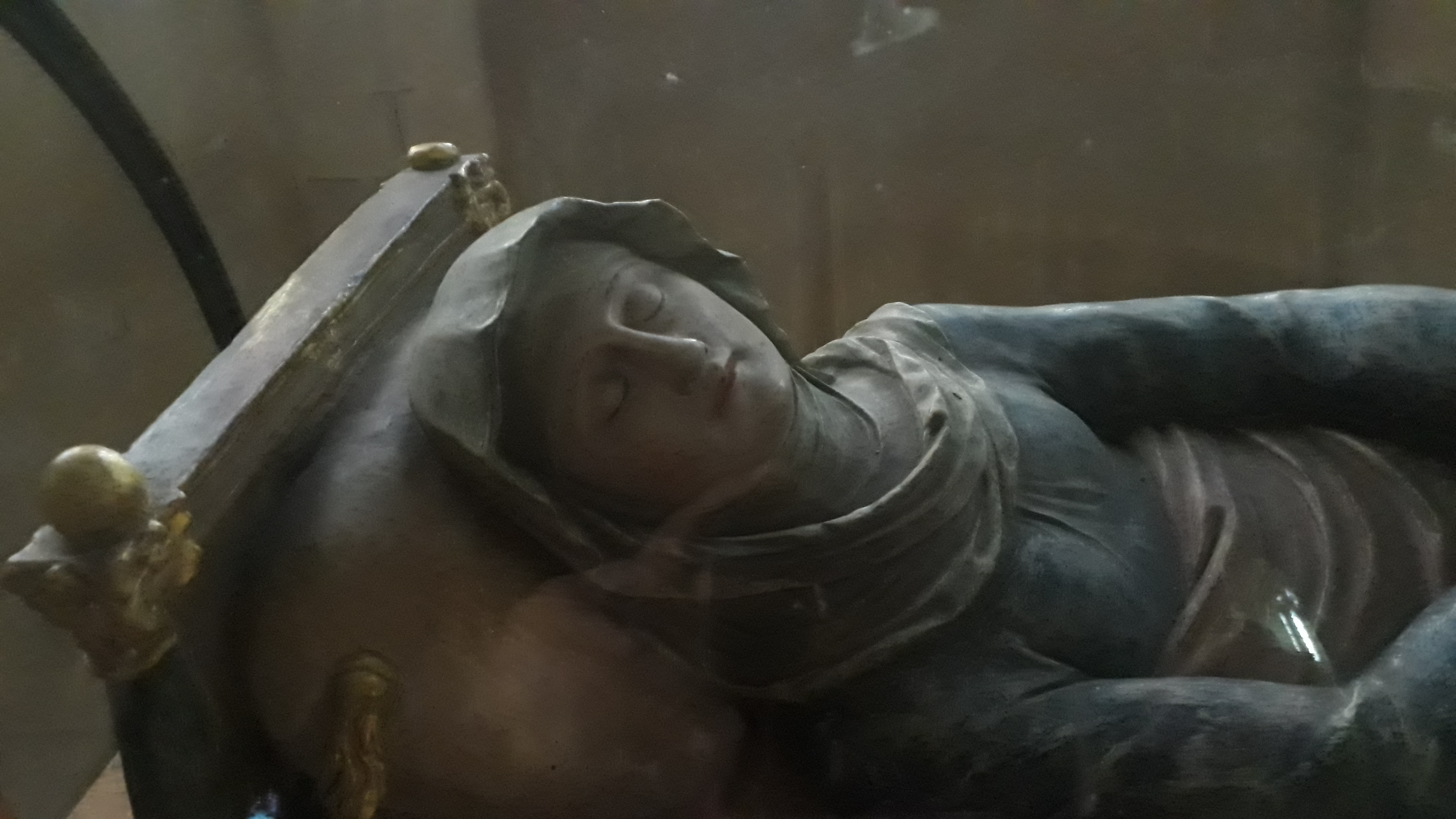
La Vierge en dormition.